# Hans Dieter Köder

Hans Dieter Köder

Hans Dieter Köder (* 25. März 1940 in Aalen) ist ein deutscher Politiker der SPD und war Mitglied des Landtags von Baden-Württemberg von 1980 bis 1996.

## Leben und Beruf
Köder ist Diplom-Verwaltungswirt (FH). Er war von 1962 bis 1965 beim Landratsamt Aalen, von 1965 bis 1970 beim Innenministerium Baden-Württemberg und von 1970 bis 1980 als Parlamentarischer Berater (Parlamentsrat) beim Landtag von Baden-Württemberg tätig. 1995 war er Gründungsmitglied des Softwarezentrums Böblingen/Sindelfingen e.V. Seit 1996 ist er freiberuflich tätig, zurzeit als Redakteur und Lektor.
Köder ist verheiratet und hat eine Tochter.

## Partei
Köder trat 1969 in die SPD ein und war von 1975 bis 1996 Gemeinderat in Steinenbronn. 1980 wurde er als Abgeordneter des Wahlkreises Böblingen in den Landtag von Baden-Württemberg gewählt und finanzpolitischer Sprecher seiner Fraktion. Ab 1984 war er Vorsitzender des Arbeitskreises Wirtschaft und Technologie der SPD-Fraktion, ab 1988 deren Parlamentarischer Geschäftsführer und während der Großen Koalition von 1992 bis 1996 stellvertretender Fraktionsvorsitzender. Vom 1. Dezember 1994 bis 13. Dezember 1995 war Köder Vorsitzender der Multimedia-Enquêtekommission des Landtags.

## Ehrenämter
Köder war von 1989 bis 2007 Vorstandsmitglied und von 1997 bis 2007 Vorsitzender der Landesakademie für Jugendbildung in Weil der Stadt.

## Auszeichnungen
Köder war in Anerkennung seiner ehrenamtlichen Tätigkeiten Träger des Bundesverdienstkreuzes I. Klasse. Im Mai 2010 gab er seine Auszeichnung an den damaligen Bundespräsidenten Horst Köhler zurück.
| Personendaten    | Personendaten                  |
| ---------------- | ------------------------------ |
| NAME             | Köder, Hans Dieter             |
| KURZBESCHREIBUNG | deutscher Politiker (SPD), MdL |
| GEBURTSDATUM     | 25. März 1940                  |
| GEBURTSORT       | Aalen                          |